# Sarte
Sarte (en griego, Σάρτη) fue una antigua ciudad griega de la península Calcídica.
Es citada por Heródoto como una de las ciudades —junto a Asa, Piloro y Singo— situadas cerca del monte Atos donde Jerjes había mandado abrir un canal por el que pasó su flota. De estas ciudades reclutó tropas, en su expedición del año 480 a. C. contra Grecia.
Posteriormente la ciudad perteneció a la liga de Delos puesto que es mencionada en listas de tributos a Atenas desde 434/3 hasta 415/4 a. C.
Se localiza aproximadamente a unos 15 km al sur de Singo.